# Aenictus icarus
Aenictus icarus é uma espécie de formiga do gênero Aenictus.